# Limatula domaneschii
Limatula domaneschii is een tweekleppigensoort uit de familie van de Limidae. De wetenschappelijke naam van de soort is voor het eerst geldig gepubliceerd in 2008 door Oliveira & Absalão.